# Katalin Bogyay

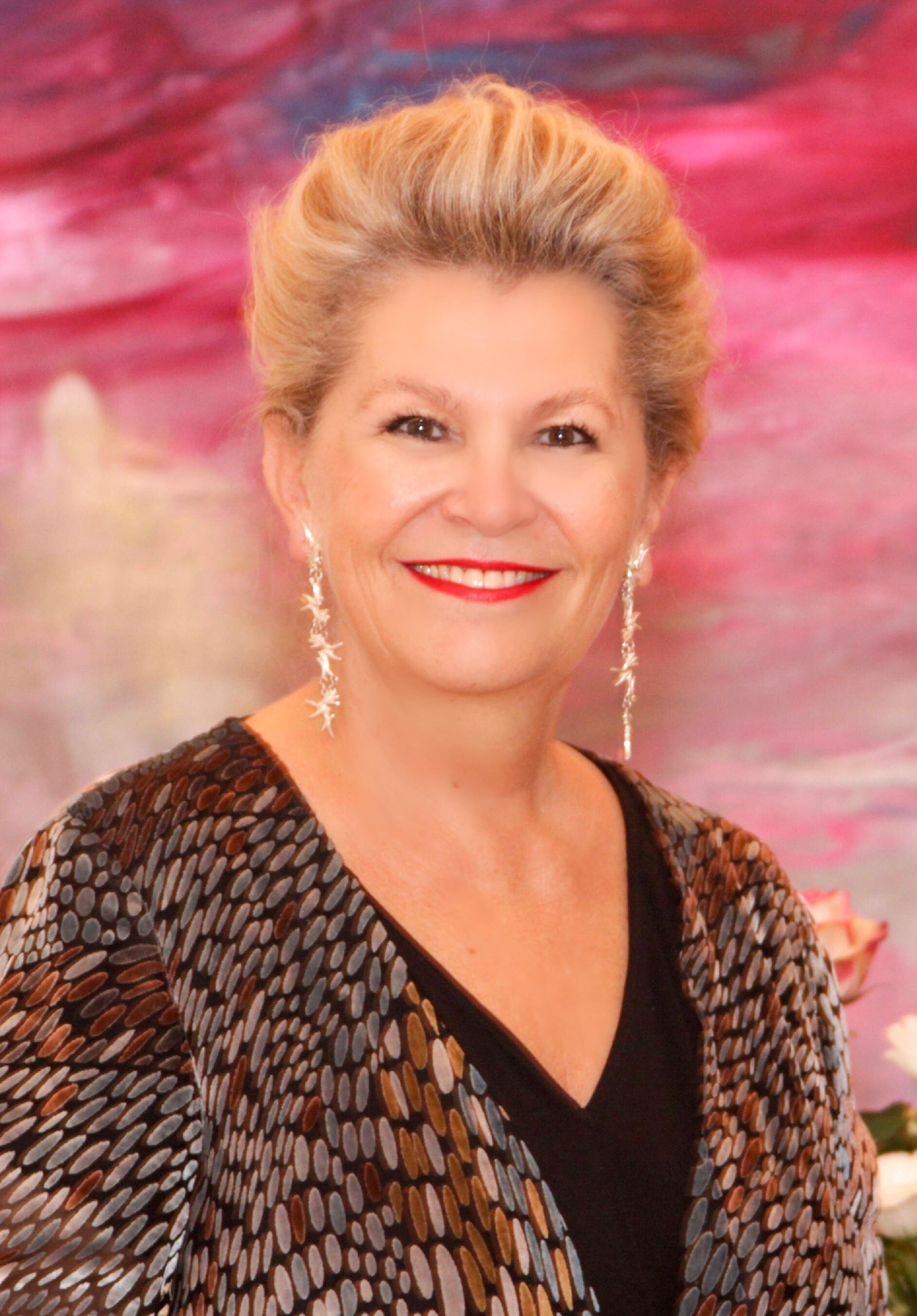
Bogyay (2018)

Katalin Annamária Bogyay (* 20. August 1956 in Székesfehérvár, Ungarn) ist eine ungarische Diplomatin und Botschafterin. Sie ist seit 20. Januar 2015 Ständige Vertreterin ihres Landes bei den Vereinten Nationen in New York und wurde später Präsidentin der International Association of Permanent Representatives to the United Nations (IAPR). Zuvor war sie von 2011 bis 2013 Präsidentin der 36. Generalkonferenz der UNESCO.

## Berufsweg
Katalin Bogyay hat einen Masterabschluss in Wirtschaftswissenschaften der Corvinus-Universität Budapest und erwarb 1993 als Stipendiatin einen Master of Arts in internationaler Kommunikation der University of Westminster, Großbritannien. Vor ihrem Eintritt in den diplomatischen Dienst arbeitet sie beim ungarischen Fernsehen. Bogay war Moderatorin der Abendnachrichten, sie gründete eins der ersten Fernsehformate, das sich mit interreligiösem Dialog befasste und veranstaltete Konzerte, Galas. Sie interviewte politische und kulturelle Persönlichkeiten aus der ganzen Welt für die Nachrichten und in ihrer beliebten Show Katalin Bogyay und ihre Gäste.
Im Jahr 1990 erhielt Bogyay als erste ungarische Fernsehpersönlichkeit ein Stipendium, um demokratische Medien bei der BBC kennen zu lernen. Im folgenden Jahr war sie 1991 arbeitete sie Stipendiatin beim ORF. In den 1990er Jahren lebte sie in London und arbeitete als unabhängige Korrespondentin und Dokumentarfilmerin.
Bogyay war 1998 und 1999 verantwortlich für die internationale Kommunikation der UNESCO-Weltwissenschaftskonferenz 1999 in Budapest. Sie ist Mitglied des Lenkungsausschusses des World Science Forum (WSF), das von der Ungarischen Akademie der Wissenschaften als zweijährliche Fortsetzung der Weltwissenschaftskonferenz veranstaltet wird. Bogyay schlug dem Forum vor, sich alle 4 Jahre (2013 in Brasilien, 2017 in Jordanien, 2021 in Südafrika) außerhalb Ungarns zu treffen. Im folgenden Jahr eröffnete sie als Gründungsdirektorin das Ungarische Kulturzentrums in London, das sie bis 2006 leitete. Für den Beitritt Ungarns zur Europäischen Union im Jahr 2004 Bogyay das siebzehnmonatige Festival Magyar Magic konzipiert, kuratiert und produziert, bei dem über 2000 ungarische und britische Künstler bei mehr als 500 Veranstaltungen in 13 Städten auftraten.
Bogyay war von 2006 bis 2009 ungarische Staatssekretärin für Internationale Angelegenheiten im Bereich Bildung und Kultur. Im Jahr 2009 bis 2014 war sie Ständige Vertreterin ihres Landes bei der UNESCO in Paris und in dieser Zeit von 2011 bis 2013 Präsidentin der UNESCO-Generalkonferenz.
Zur Ständigen Vertreterin Ungarns bei den Vereinten Nationen ernannt überreichte Katalin Bogyay am 20. Januar 2015 UN-Generalsekretär Ban Ki-moon ihr Beglaubigungsschreiben. Sie ist eine starke Verfechterin der Stärkung der Rolle von Frauen. Bei den Vereinten Nationen gründete sie den Kreis der Ständigen Vertreterinnen und ist seit 2017 Mitveranstalterin des jährlichen Internationalen Tages der Frauen und Mädchen in der Wissenschaft. Bogyay ist Mitglied der „Gender Champions Initiative“, der Gruppe der Freunde der Gleichstellung der Geschlechter und Mitglied des Lenkungsausschusses des Mentorenprogramms „Women in Leadership Development“.
Bogyay hat verschiedene Bücher veröffentlicht. Sie ist Fellow der Royal Society of Arts im Vereinigten Königreich und der World Academy of Art and Science in den Vereinigten Staaten. Außerdem ist sie internationale Beraterin des Institute for Global and European Studies der Corvinus-Universität und des Institute of Cultural Diplomacy in Berlin sowie Präsidentin des Cultural Diplomacy and Arts Programme. – Ihr Ehemann ist Rechtsanwalt im Ruhestand, ihr Sohn Jurist in London.

## Auszeichnungen (Auswahl)
Bogyay erhielt eine große Zahl von Auszeichnungen internationaler Organisationen. Des Weiteren wurde sie ausgezeichnet mit:
- 2013 Großkreuz des Königlichen Ordens von Sahametrei, Kambodscha
- 2014 Kommandeurin des Ungarischen Verdienstordens (2005 Ritter)
- 2008 Offizierin des Leopoldsordens, Belgien
- 2013 Nehru-Goldmedaille der UNESCO.

## Schriften
- A CRY FOR FREEDOM. Reflections on the 1956 Hungarian Revolution at the UN and Beyond. New York 2017.
- Elnökségem története. A kulturális diplomácia művészete az Unesco-ban. Holnap, Budapest 2014.
- The Art of Cultural Diplomacy – Panorama of a Presidency. UNESCO, Paris, 2013. (Chinesisch: Yilin Press, Nanjing 2017.)
- A magyar kultúra szolgálatában. Bogyay Katalinnal beszélget Dvorszky Hedvig.; Kairosz, Budapest 2010.
- The Voice of Freedom. HCC, London 2006.
- Találkozásaim a nagyvilágban. HG & Társa, Budapest 1996.
- In memoriam Pilinszky. Officina Nova Kiadó, Budapest 1990.
- Dajka. Officina Nova Kiadó, Budapest 1989.